# Haranga maculata
Haranga maculata är en insektsart som beskrevs av Kuoh. Haranga maculata ingår i släktet Haranga och familjen dvärgstritar. Inga underarter finns listade i Catalogue of Life.